# Naliściak truskawczak
Naliściak truskawczak (Phyllobius (Metaphyllobius) glaucus) – gatunek chrząszcza z rodziny ryjkowcowatych i podrodziny Entiminae.

## Taksonomia
Gatunek ten został opisany po raz pierwszy w 1792 roku przez Johana Christiana Fabriciusa pod nazwą Curculio calcaratus. Epitet gatunkowy uznawany współcześnie za ważny nadany mu został w 1763 roku przez Giovanniego Antonia Scopoliego w kombinacji Curculio glaucus.

## Wygląd

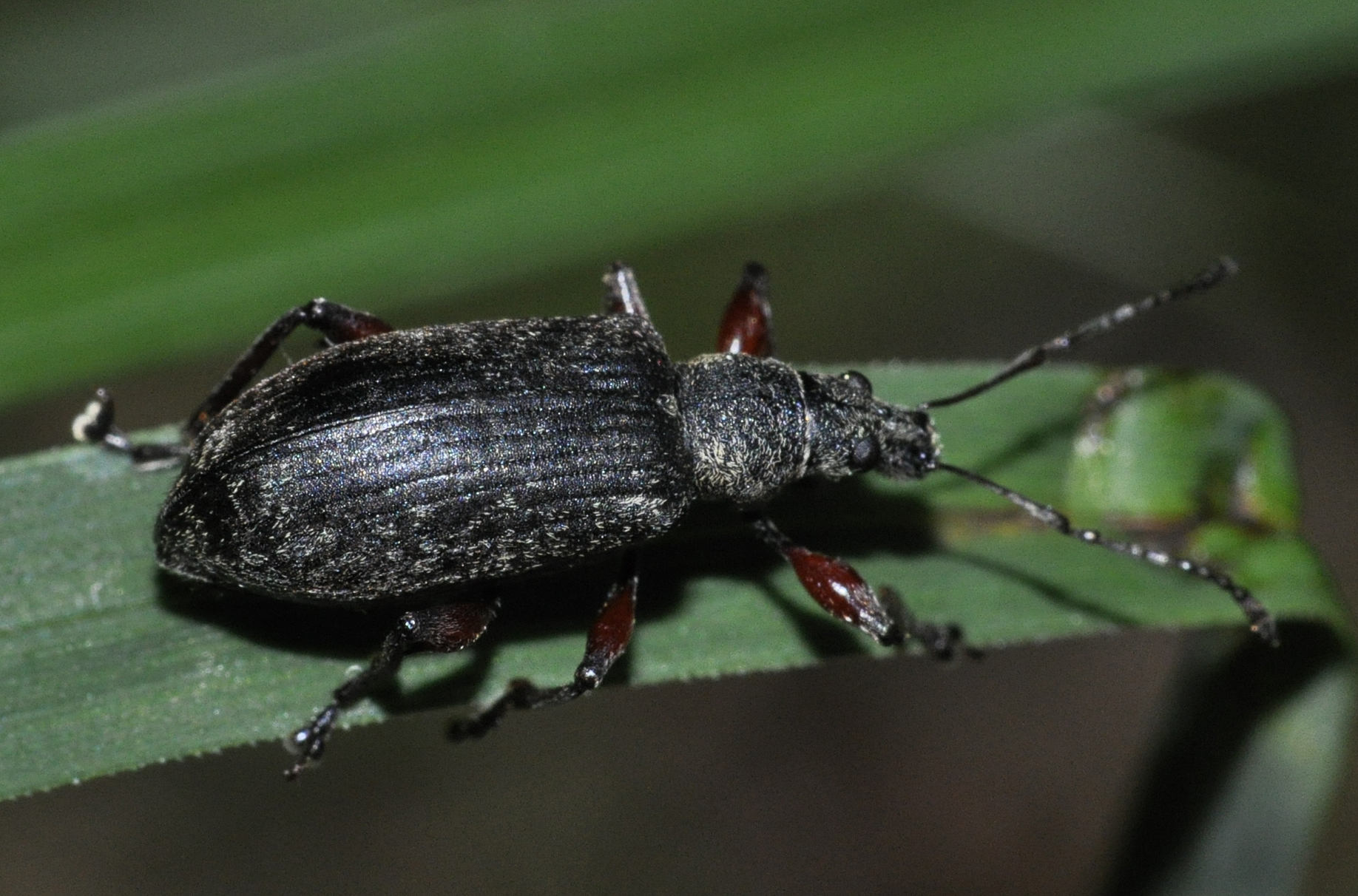
Imago na liściu

Chrząszcz o owłosionym ciele długości od 5,8 do 10 mm. Ubarwienie ciała i łusek oraz stopień pokrycia nimi wykazują dużą zmienność. Pokrywy mogą być czarne i bez łusek, z plamkami łusek zielonych, czarnych lub brunatnych albo też jednolicie zielone, nieplamkowane. Odnóża mogą być czarne, brunatnoczerwone lub czerwonawe; łusek brak również na ich udach. Grzbietowa powierzchnia ryjka jest między nasadami czułków równa szerokością czołu lub nieco od niego węższa. Barki pokryw są wypukłe. Odstające owłosienie pokryw jest silnie przechylone w tył, a łuski, o ile są obecne, mają wąski i podłużny kształt. Odnóża mają zrośnięte pazurki i zęby na udach.

## Ekologia i występowanie

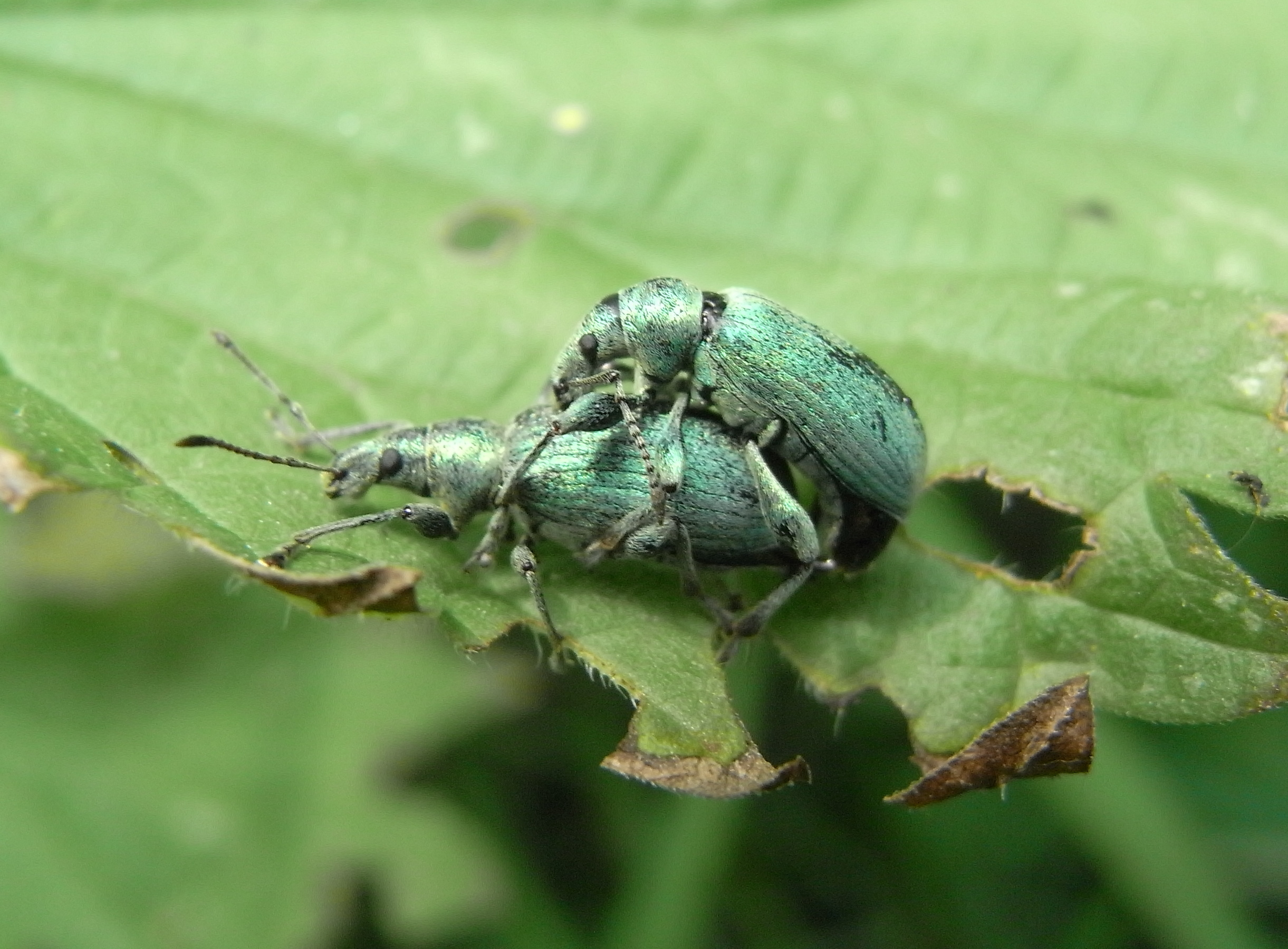
Kopulacja

Owad ten występuje od nizin po piętro regla i połonin w górach. Preferuje stanowiska chłodnie i wilgotne, zasiedlając zacienione doliny rzek i potoków, podmokłe lasy i zarośla, torfowiska i mokradła. Imagines spotyka się od kwietnia do lipca, a w górach do sierpnia. Prowadzą aktywność dzienną. Są polifagicznymi foliofagami. Żerują na liściach drzew (w tym olsz), krzewów, a rzadziej roślin zielnych. Również polifagiczne larwy przechodzą rozwój w glebie, odżywiając się korzeniami. 
Gatunek palearktyczny. W Europie stwierdzony został w Hiszpanii, Irlandii, Wielkiej Brytanii, Francji, Belgii, Holandii, Niemczech, Danii, Szwecji, Norwegii, Finlandii, Estonii, Łotwie, Litwie, Włoszech, Szwajcarii, Austrii, Polsce, Białorusi, Czechach, Słowacji, na Węgrzech, Ukrainie, w Słowenii, Chorwacji, Mołdawii, Rumunii, Bułgarii i Rosji. Znany jest też z Algierii, Kaukazu i Syberii. Ponadto zawleczony został do Kanady. W Polsce występuje pospolicie na terenie całego kraju.